# Квемо Аранісі
Квемо Аранісі (груз. ქვემო არანისი) — село в Грузії.
За даними перепису населення 2014 року в селі проживає 168 осіб.